# Violet Bonham Carter
Pour les articles homonymes, voir Bonham Carter et Asquith.
Helen Violet Bonham Carter (15 avril 1887 – 19 février 1969), baronne Asquith de Yarnbury, est une femme politique du Royaume-Uni. Elle est la fille de H. H. Asquith, Premier ministre de 1908 à 1916.

## Biographie
Elle est très impliquée dans la vie politique britannique, et s'engage au sein du Parti libéral et elle préside la section féminine, la Women's Liberal Federation de 1923 à 1925 et de 1939 à 1945). Durant les années trente, elle est très opposée à la politique d'apaisement. Elle devient la première femme présidente de ce parti, de 1945 à 1947.
Faite pair à vie en 1967 en tant que baronne Asquith de Yarnbury, elle est très active à la Chambre des lords.
Elle est aussi très impliquée dans le domaine des arts et lettres. Elle a tenu un journal qui va de 1908 à 1960. Elle est la plus proche amie de Winston Churchill après sa femme, et est la grand-mère de l'actrice Helena Bonham Carter.
Elle meurt d'une crise cardiaque le 19 février 1969 et est inhumée à l'église St Andrew de Mells, dans le Somerset,.

## Famille
Le père de Violet Bonham Carter, Herbert Asquith, a été Premier ministre du Royaume-Uni de 1908 à décembre 1916, date à laquelle il a été remplacé par David Lloyd George. Sa mère est Helen Kelsall Melland, qui meurt quand elle n'a que quatre ans. Elle est élevée par sa belle-mère, Margot Asquith. Elle s'est mariée avec le principal secrétaire de son père : Sir Maurice Bonham Carter, surnommé « Bongie », en 1915. Ils ont eu quatre enfants :
- Helen Laura Cressida, épouse de Jasper Ridley ;
- Mark Bonham Carter, baron Bonham Carter de Yarnbury, un homme politique Libéral ;
- Raymond Bonham Carter, père de l'actrice Helena Bonham Carter ;
- Laura Bonham Carter devenue Lady Grimond après son mariage avec Joseph Grimond, baron Grimond de Firth.

## Publications
- "Winston Churchill As I Know Him" by Violet Bonham Carter, in Winston Spencer Churchill Servant of Crown and Commonwealth, ed Sir James Marchant, London: Cassell, 1954.
- Winston Churchill as I Knew Him, Violet Bonham Carter (Eyre and Spottiswoode, 1965), published in the USA as Winston Churchill - An Intimate Portrait
- Lantern Slides - The Diaries and Letters of Violet Bonham Carter, 1904-1914, eds. Mark Bonham Carter and Mark Pottle (Weidenfeld & Nicolson, 1996)
- Champion Redoubtable - The Diaries and Letters of Violet Bonham Carter, 1914-1945, ed. Mark Pottle (Weidenfeld & Nicolson, 1998)
- Daring to Hope - The Diaries and Letters of Violet Bonham Carter, 1945-1969, ed. Mark Pottle (Weidenfeld & Nicolson, 2000)